# Newfoundland and Labrador Route 434
Newfoundland and Labrador Route 434 (NL-434) is een 24 km lange provinciale weg in de Canadese provincie Newfoundland en Labrador. De weg, ook wel Conche Road of Martinique Drive genoemd, bevindt zich in het uiterste noorden van het eiland Newfoundland. 
Route 434 ligt in het oosten van het Great Northern Peninsula en is de enige toegangsweg tot het afgelegen kustdorpje Conche. De weg verbindt Conche met provinciale route 433.
De Canadian Automobile Association plaatste de weg in 2016 op de tweede plaats in hun lijst van slechtste wegen in Atlantisch Canada.

## Traject
Route 434 begint als aftakking van Route 433, aan de noordrand van het dorp Roddickton. De weg gaat dan over z'n hele traject doorheen het binnenland om uiteindelijk Conche te bereiken, een kustplaats met 170 inwoners (2016). Er ligt geen enkel ander dorp op het traject.
Route 434 is het startpunt van een aantal grindwegen die leiden naar Coles Pond, een meer met een aantal vakantiewoningen langs zijn oevers.